# 乌西略斯
乌西略斯，是西班牙卡斯蒂利亚-莱昂帕伦西亚省的一个市镇。 总面积16平方公里，总人口214人（2001年），人口密度13人/平方公里。